# 保罗·劳特伯
保罗·克里斯琴·劳特伯（英語：Paul Christian Lauterbur，1929年5月6日—2007年3月27日）是一名美國化學家，因其工作使磁共振成像（MRI）的發展成為可能，他與彼得·曼斯菲爾德共同獲得2003年的諾貝爾生理學或醫學獎。
勞特伯於1963年至1985年擔任石溪大學的教授，他在那裡為MRI的發展進行了研究。1985年，他與妻子瓊一起成為伊利諾伊大學厄巴納-香檳分校的教授，直到他在厄巴納去世。他從未停止與本科生的研究工作，他擔任化學教授，並在生物工程、生物物理學、厄巴納-香檳的醫學院和高級研究中心的計算生物學中任職。